# Ierse parlementsverkiezingen 1989
De Ierse parlementsverkiezingen in 1989 vonden plaats op 15 juni. De Dáil Éireann, het Ierse parlement, werd 25 mei ontbonden op verzoek van premier Charles Haughey. Zijn minderheidsregering had een stemming verloren over het verstrekken van fondsen aan aidsslachtoffers.

## Achtergrond
Haughey hoopte door nieuwe verkiezingen uit te schrijven een meerderheid te verkrijgen in het parlement voor zijn partij Fianna Fáil. Volgens de peilingen was dat wel mogelijk. Door verkiezingen uit te schrijven hoopte Haughey de oppositie te verrassen, omdat zij niet voorbereid waren. Uiteindelijk liepen de verkiezingen uit op een deceptie voor de partij, omdat ze zelfs 4 zetels verloren. Fine Gael, de grootste oppositiepartij, won onder leiding van Alan Dukes 5 zetels, terwijl de Progressive Democrats juist 8 van hun 14 zetels verloren. De Groene Partij kwam nieuw in het parlement met 1 zetel.
Na de verkiezingen weigerde Fine Gael de regering te steunen. Dit leidde ertoe dat Haughey officieel moest terugtreden als premier. Het was de eerste keer in de geschiedenis van Ierland dat er geen nieuwe regering gevormd was tegen de tijd dat er een nieuw Dáil werd aangesteld. Uiteindelijk vormde Fianna Fáil 27 dagen na de verkiezingen een nieuwe regering met de Progressieve Democraten.

## Uitslag
| Partij                     | Stemmen | %    | ±%    | zetels | verschil |
| -------------------------- | ------- | ---- | ----- | ------ | -------- |
| Fianna Fáil                | 731.472 | 44,2 | 0     | 77     | ▼ 4      |
| Fine Gael                  | 485.307 | 29,3 | ▲ 2,2 | 55     | ▲ 5      |
| Irish Labour Party         | 156.989 | 9,5  | ▲ 3,0 | 15     | ▲ 3      |
| Workers' Party             |         | 5,0  | ▲ 1,2 | 7      | ▲ 3      |
| Progressive Democrats      |         | 5,5  | ▼ 6,4 | 6      | ▼ 8      |
| De Groenen                 |         | 1,5  | ▲ 1,1 | 1      | ▲ 1      |
| Democratic Socialist Party |         | 0,6  | ▲ 0,2 | 1      | 0        |
| Sinn Féin                  |         | 1,2  | ▼ 0,6 | 0      | 0        |
| Onafhankelijken            |         | 3,3  | ▼ 0,7 | 3      | 0        |
| Totaal                     |         | 100% |       | 166    |          |